# Popoli di Tessaglia... Io non chiedo, eterni dei
Popoli di Tessaglia!... Io non chiedo, eterni dei (en español, ¡Pueblo de Tesalia!... No pido, eternos dioses), K. 316/300b, es un aria de concierto compuesta por Wolfgang Amadeus Mozart en 1779, con textos de Ranieri de' Calzabigi perteneciente a la célebre ópera Alceste, de Christoph Willibald Gluck.

## Composición
Recitativo y aria fueron compuestos en 1779 para Aloysia Weber, hermana mayor de Constanze Weber, futura esposa de Mozart. Aloysia fue una cantante de gran capacidad vocal que había cantado otras arias escritas por Mozart ("Vorrei spiegarvi, oh Dio!" K. 418 y "No, no, che non sei capace" K. 419). Mozart comenzó la composición de K316. “Popoli di Tessaglia... Io non chiedo, eterni Dei!” en París. En una carta escrita a Aloysia escribe que su trabajo estaba casi terminado y esperaba que le gustara como a él:
Sólo puedo decir que de todos los trabajos de esta clase, creo esta escena es la mejor que he compuesto en mi vida.
Pero extrañamente, Popoli di Tessaglia no fue terminada hasta 6 meses después de su regreso a Múnich donde Aloysia estaba cantando. El manuscrito con la fecha de 8 de enero de 1779 tenía escrita la dedicatoria, “Scena per la Signora Weber”. La interrupción de su creación es explicada en el libro de Alfred Einstein “Mozart, His character, His work”. donde especula que Aloysia había roto la relación con Mozart antes que él terminara el aria y que finalmente terminó la composición como símbolo de la ruptura con Weber. Según la opinión del crítico Einstein: "Cuanto más se entusiasma Mozart por su trabajo, tanto más acaba pensando en su amada y en sus extraordinarios agudos vocales, y eso lo lleva a olvidar la situación dramática. En el plano de las cualidades musicales, técnicas y creativas, Mozart supera con mucho a Gluck".

## Música
Mozart consideró esta aria como la mejor que jamás había compuesto, una opinión que secundaba Alfred Einstein. Esta composición es considera como una de las composiciones más difíciles para soprano incluyendo, luego de doce minutos de canto, dos Sol6. Esta nota es la más aguda en el repertorio clásico. El texto es tomado de la escena de entrada de Alceste en la ópera del mismo nombre por Christoph Willibald Gluck, aunque el estilo y trato musical dado por Mozart es bastante distinto.
Esta composición es monumental, bastante extensa y dramática. Es un noble lamento escrito al estilo bravura. El oboe y fagot se entrelazan y hacen eco a la línea vocal. El recitativo, escrito en Do menor, es uno de los más extensos y dramáticos escritos por Mozart y el aria, en Do mayor, está dividida en dos partes: andante sostenuto e cantabile y luego allegro assai, que requiere de una gran capacidad para la coloratura. Esta pieza musical requiere una voz de considerable peso para enfatizar el recitativo y las frases del andante (una oración a los dioses eternos), pero también una voz capaz de alzarse dos veces a Sol6 (sin contar los ágiles saltos a Re6 y Mi6 en transcurso del aria), este tipo de voz es muy raro.

## Texto

### Recitativo: Popoli di Tessaglia
Popoli di Tessaglia!
Ah, mai più giusto fu
Il vostro pianto a voi
Non men che a questi innocenti fanciulli
Admeto è padre. Io perdo
L'amato sposo, e voi
L'amato re; la nostra
Sola speranza, il nostro amor c'invola
Questo fato crudel.
Non so che prima in sì grave sciagura
A compianger m'appigli
Del regno, di me stessa, o de' miei figli.
La pietà degli Dei
Sola ci resta a implorare, a ottener.
Vedrò compagna alle vostre preghiere,
Ai vostri sacrifìzi;
Avanti all'ara una misera madre,
Due bambini infelici,
Tutto un popolo in pianto
Presenterò così. Forse con questo
Spettacolo funesto, in cui dolente
Gli affetti, i voti suoi dichiara un regno,
Placato alfin sarà del ciel lo sdegno.
Español:
¡Pueblos de Tesalia, vuestro llanto es más que justificado!
Para vos, como para estos chicos inocentes, fue Admeto un padre.
Yo pierdo el amado esposo y vosotros el amado rey; nuestra ùnica esperanza, nuestro amado(rey) ha sido robada/do por esta suerte cruel. No sè si antes de esta grave desgracia deberìa compadecerme del reino, de mi misma o de mis hijos. Nos solamente queda la esperanza de obtener piedad de parte de los dioses orando. Orarè con vosotros y serè presente a vuestros sacrificios; se veràn antes del altar una misera madre, dos infelices chicos, un pueblo en lágrimas. Tal vez en frente de esto tremendo espectàculo, en el que dolente ora un reino, se calme por fin el furor de los dioses.

### Aria: Io non chiedo, eterni Dei
Io non chiedo, eterni Dei,
Tutto il ciel per me sereno,
Ma il mio duol consoli almeno
Qualche raggio di pietà.
Non comprende i mali miei,
Né il terror, che m'empie il petto,
Chi di moglie il vivo affetto,
Chi di madre il cor non ha.
Traducciòn al español:
No pido, eternos dioses,

que el cielo sea sereno para mì,

mas consuele mi dolor al menos un poco de piedad.

Quien no siente el profundo afecto de una esposa, 

o quien no es una madre

no puede comprender mi dolor 

y el terror que me llene el pecho.
Literalmente sería "quien no tiene el corazón de una madre".